# Козырев, Михаил Натанович
Михаи́л Ната́нович Ко́зырев (род. 5 августа 1967, Свердловск, СССР) — российский журналист, музыкальный критик, продюсер, теле- и радиоведущий, актёр. Бывший генеральный продюсер радиостанций «Максимум» (1994—1998), «Наше радио» (1998—2005), «Радио Ultra» (2000—2004) и «Best FM» (2004—2005). В настоящее время — ведущий авторских программ и продюсер ночного эфира на телеканале «Дождь».

## Биография

### Ранние годы
Родился 5 августа 1967 года в Свердловске в еврейской семье. Отец — Натан Ефремович Козырев (1929—1994), скрипач и музыкальный педагог; мать — Лия Ефимовна Козырева (урождённая Ашкинадзе; 1933—2015), режиссёр документальных и научно-популярных фильмов.
В 1984 году окончил свердловскую среднюю школу № 13. 
Проходил срочную службу в армии в танковых войсках в Курганской области под городом Шадринском, где однажды получил семь суток гауптвахты.
В 1992 году окончил с отличием Свердловский государственный медицинский институт, лечебно-профилактический факультет, в 1992—1994 годах обучался в США, в Помона-Колледже (англ. Pomona College), Клермонт, Калифорния (отделение масс-медиа).

### Карьера
Свою первую радиопрограмму — «Музыка большевистских детей и бабушек» — организовал в 1992 в Лос-Анджелесе на студенческой радиостанции KSPC 88.7 FM. В 1993—1994 годах на радио «Трек» в Екатеринбурге делал программу «Голос Совести» (совместно с Михаилом Симаковым).
В столичный радиобизнес пришёл в 1994 году в качестве программного директора радио «Максимум», откуда был уволен в июле 1998 года. Был автором идеи рок-фестиваля «Максидром».
С февраля по сентябрь 1998 года вёл на НТВ еженедельную антинаркотическую передачу «Сумерки» с участием известных музыкантов. Соведущими Михаила в этой передаче были вдова Александра Башлачёва Анастасия Рахлина и психиатр и журналист Пётр Каменченко. Из-за загруженности по работе на создаваемом «Нашем радио» Козырев отказался от роли ведущего передачи.
После увольнения с радио «Максимум» Козырев принимает предложение Бориса Березовского создать радиостанцию с российской музыкой. В 1998 году стал генеральным продюсером компании «LNC» (впоследствии переименованной в News Media Radio Group) и новой радиостанции «Наше радио». Радио стало ядром продвижения новой альтернативной и рок-культуры.
В 2000 году реализовал свой давно задуманный проект — радиостанцию Ultra, которую под давлением инвесторов из-за нерентабельности закрыл через несколько лет (спустя время радиостанция была вновь открыта в УКВ, так называемом «нижнем» или «советском» диапазоне, на частоте 70.19 МГц). Ultra является проводником американской тяжёлой музыки, хотя изначально в проекте звучали немногие российские исполнители. В этом же году вёл концерт «Брат 2. Живьём в Олимпийском». Телеверсия прошла 10 декабря 2000 года на канале РТР.
В 2004 году на частоте «Ультры» 100.5 МГц открыл радиостанцию Best FM.
Был организатором рок-фестивалей «Нашествие» (проводились ежегодно с 1999 года по 2019 год, кроме 2003 и 2007), радио-марафона «Всё в наших руках» (в помощь пострадавшим от террористических актов 1999 года) и теле-марафона «SOSтрадание» (в помощь пострадавшим от теракта в Беслане 2004 года), ведущим «Чартовой дюжины» — еженедельного хит-парада «Нашего радио». Принимал участие в создании новогодних программ «Неголубой огонёк» на телеканале РЕН ТВ и «Первая ночь с Олегом Меньшиковым» на НТВ.
В 2001—2003 годах был одним из постоянных радиоэкспертов в программе «Земля-Воздух», выходившей сначала на канале ТВ-6, а позже на его наследнике ТВС.
Был уволен с поста генерального продюсера «News Media Radio Group», «Нашего радио» и радио Best FM 1 февраля 2005 года. По официальным данным, к отставке привели негативная динамика финансовых показателей радиостанции и публичная занятость Козырева другими видами деятельности, раздражавшая американских владельцев компании.

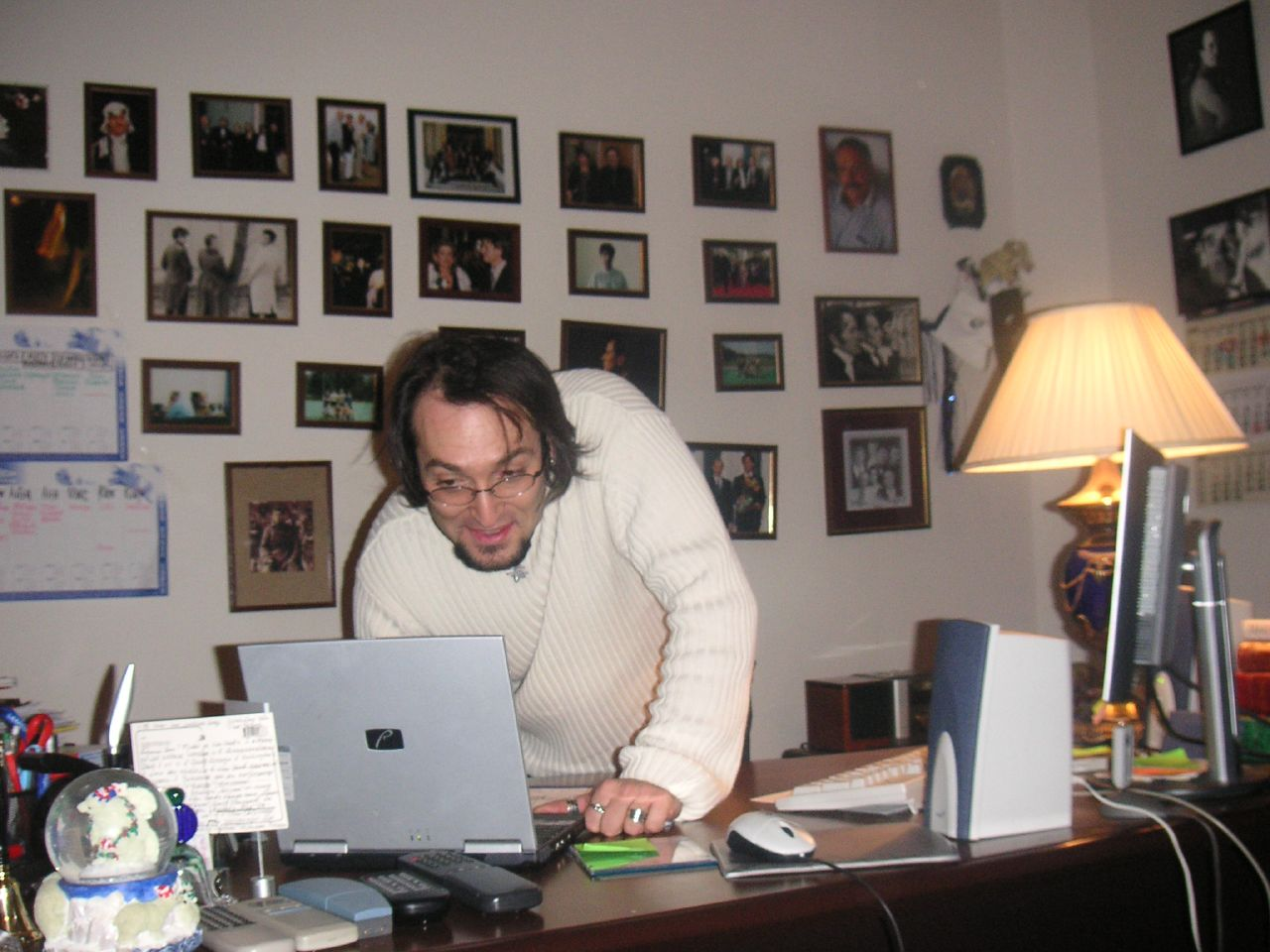
Михаил Козырев в 2005 году

Осенью 2005 года стал руководителем дубляжа мультфильма 1993 года «Кошмар перед Рождеством», который был показан на канале ТНТ. В озвучивании и исполнении песен на стихи Козырева участвовали Алексей Кортнев, Николай Фоменко, Тутта Ларсен, Сергей Мазаев, Гарик Сукачёв и многие другие. Спустя два года по приглашению бывшего программного директора ТНТ Натальи Вашко стал творческим консультантом в ряде закадровых переводов телеканала 2х2, среди которых «Флинстоны», «Шоу Брака», «Братья Вентура», «Секретное шоу», «Металлопокалипсис». Прекратил сотрудничество с каналом после ухода оттуда Натальи Вашко в 2009 году.
Играл самого себя в спектакле «День радио», а также в одноимённом фильме. Эту же роль он исполнил и в фильме «День выборов», продюсером которого является.
Лауреат национальной премии Попова, премий «Медиаменеджер года», «Овация», «Триумф», «Знак качества» и «ТЭФИ».
С 23 октября 2006 по 21 ноября 2014 года вёл передачу «Мишанина» на радиостанции «Серебряный дождь» с соведущими Александрой Табаковой (2006—2010), Натальей Олесик (2010—2012) и Фёклой Толстой (2012—2014). С последней соведущей с 24 января 2014 по 27 марта 2017 года он также вёл проект «Отцы и дети» на этой же радиостанции, где известные люди рассказывали о своих родословных.
В 2007 году вышел трёхтомник «Мой рок-н-ролл», включающий в себя воспоминания о радиостанциях, мероприятиях и о заметных персонах современного шоу-бизнеса глазами Михаила Козырева.
10 сентября 2008 года был назначен генеральным продюсером Первого альтернативного музыкального телеканала A-One. Вёл на телеканале программу «Мишанина». Уволен в апреле 2009 года.
4 августа 2009 года Козырев пережил клиническую смерть. Он был госпитализирован с диагнозом тромбофлебит, который, по словам Михаила, вероятнее всего, был вызван кокаиновой зависимостью.

С 2010 года ведёт на телеканале «Дождь» авторскую программу «Новый год с Михаилом Козыревым», а также является продюсером ночного эфира данного телеканала. 25 июля 2011 года программа «Новый год с Михаилом Козыревым» вышла в последний раз под таким названием. С 29 августа 2011 по 14 декабря 2012 года ведёт программу «LIVEНЬ», где формат остаётся прежним — живое выступление и интересный гость. С 3 сентября 2012 года программа сокращается до 28 минут, остаётся только живое выступление музыкальных коллективов. Для межпрограммных блоков отбирает музыкальные клипы, ранее они выходили блоком под названием «Музыка на Дожде». 22 февраля 2017 года «LIVEНЬ» возвращается в эфир «Дождя».

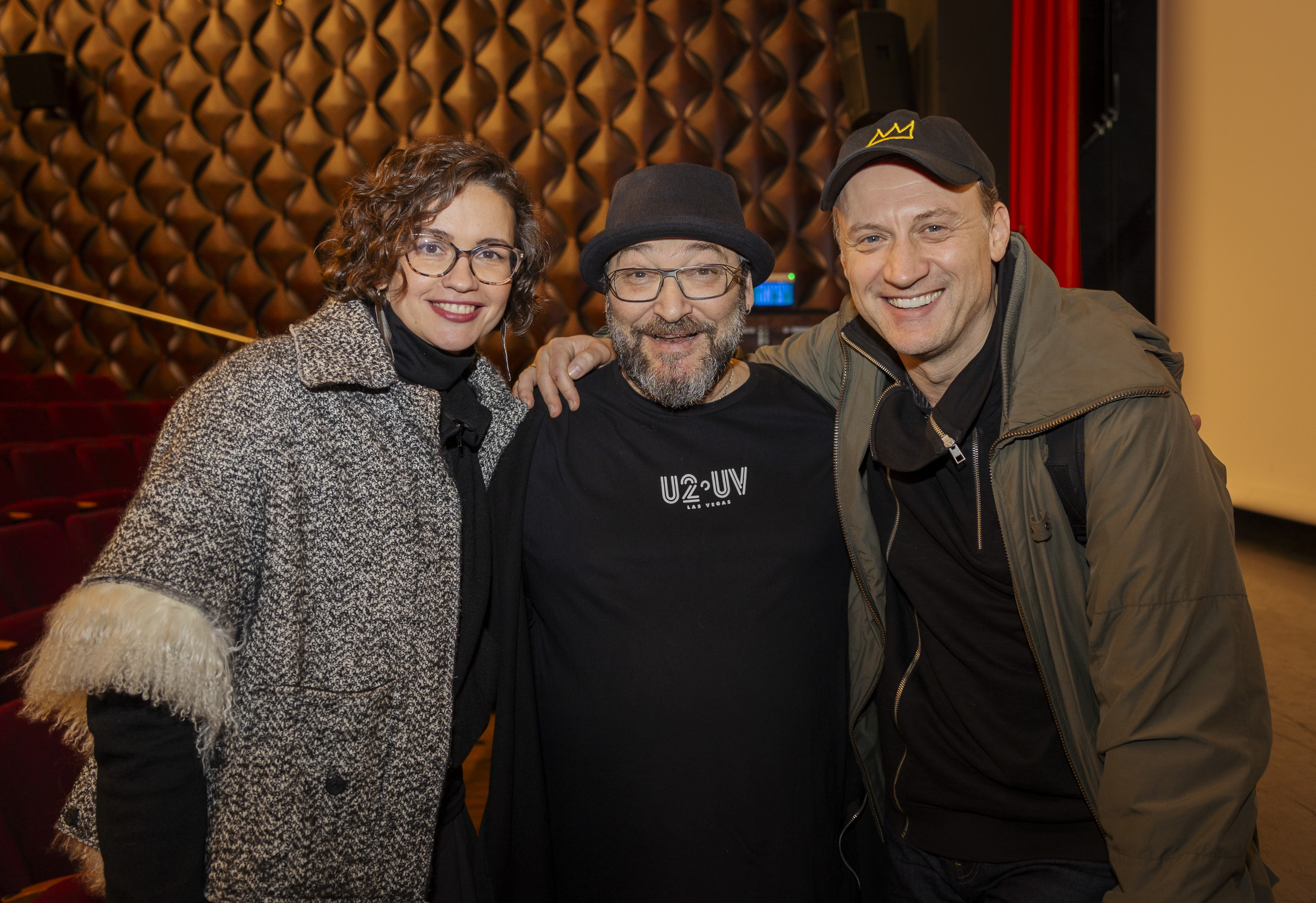
Инесса Москвичёва, Михаил Козырев, Анатолий Белый в Израиле, 2024 год

С 3 сентября 2012 по 5 сентября 2017 года на «Дожде» выходила программа «Козырев Online», где главное — живое общение ведущего со зрителями канала и обсуждение главной темы дня в прямом эфире. С 19 сентября 2015 по 8 декабря 2019 года на этом же телеканале Михаил Козырев вёл программу-интервью «Как всё начиналось», гостями которой становились деятели кино, телевидения и музыки, популярные в 1990-е годы. Со 2 ноября 2018 по 17 февраля 2022 года — ведущий обзорной программы «Би Коз», где рассказывал о событиях в мире кино и музыки за прошедшую неделю. С 17 апреля 2023 года — ведущий программы-интервью «Как всё навернулось», в которой участвуют российские деятели культуры, покинувшие страну после вторжения на Украину.
21 июля 2023 года Минюст России внёс Козырева в реестр СМИ — «иностранных агентов».

## Личная жизнь
Жена — Анастасия Попова, в прошлом — телевизионный режиссёр Дирекции музыкального вещания «Первого канала». 12 сентября 2011 года у пары родились две дочери: Елизавета и Софья.

## Фильмография
| Год  |   | Название           | Роль                                                       |
| ---- | - | ------------------ | ---------------------------------------------------------- |
| 2002 | ф | Деньги             | Михаил Натанович, программный директор «Как бы радио»      |
| 2007 | ф | День выборов       | Михаил Натанович, программный директор «Как бы радио»      |
| 2008 | ф | День радио         | Михаил Натанович, программный директор «Как бы радио»      |
| 2011 | с | Детка              | Григорий Бурмистров, продюсер, владелец студии звукозаписи |
| 2016 | ф | День выборов 2     | Михаил Натанович, руководитель агентства «Misha & Co»      |
| 2019 | ф | Лови момент        | режиссёр «Чайки»                                           |
| 2019 | ф | С закрытыми окнами | камео                                                      |

## Упоминания

### В музыке
- Михаил Козырев — Меня зовут Миша Козырев
- Noize MC — Миша Козырев
- Чебоза — Без комментариев
- Babangida — О рокерах (скит)
- Не бей гитариста — Поп-рок
- SandmanPWNZ (UK) — Like a Skrillex!
- Бони НЕМ — Пропала собака
- Бухенвальд Флава — Манифест
- Nikel — Суперзвезда
- CWT — Фестивальная
- 25/17 — РКНРЛМРТВ[35]

### В кинематографе
- 2023 — Король и Шут — роль исполнил Валерий Ушаков[36]

## Премии и дипломы
- Премия журнала «ОМ» за лучшую радиостанцию года — «Радио Максимум» (1995, 1996 и 1997 годы);
- 1997 — Национальная премия «Овация» за фестиваль «Максидром» как лучший фестиваль 1996 года;
- 1997 — Специальная профессиональная премия прессы «Знак качества» за лучшую радиостанцию года — «Радио Максимум»;
- 1998 — Первое место на VIII Международном фестивале рекламы — Золотое яблоко (компания «Ультра продакшн») в конкурсе «Радиореклама» за работу «Открытие телеканала MTV Россия»;
- 1998 — 1999 — Премия Попова («Шызгара шоу» — лучшая программа 1998-99 года);
- 1999 — 2000 — Премия Попова в номинации «Лучшая радиостанция» (Наше радио);
- 2001 — Национальная премия «Медиа менеджер года» за создание и внедрение инновационных проектов в номинации «Электронные СМИ»;
- 2001 — Почетный диплом Национальной ассоциации телерадиовещателей (НАТ) «Нашему радио» за лучшую сетевую радиостанцию 2001 года (в категории «развлекательные форматы»);
- 2008 — Первая национальная премия в области рок-н-ролла «Чартова дюжина. Топ 13» в номинации «Лучшая книга о рок-н-ролле» за трилогию «Мой рок-н-ролл».